# Гилберт, Тайлер
Тайлер Гилберт (англ. Tyler Gilbert, 22 декабря 1993, Санта-Круз, Калифорния) — американский бейсболист, питчер. Сыграл ноу-хиттер 14 августа 2021 года.

## Биография
Тайлер Гилберт родился 22 декабря 1993 года в Санта-Крузе, один из двух детей в семье. Он окончил старшую школу Сан-Лорензо Вэлли в Фелтоне, в течение четырёх лет выступал за её бейсбольную команду. Дважды Гилберта включали в символическую сборную звёзд округа, он признавался Спортсменом года в школе. В 2013 году он поступил в Городской колледж Санта-Барбары, в первом сезоне в составе его команды Гилберт одержал девять побед при двух поражениях с пропускаемостью 2,43. По итогам турнира его включили в сборную звёзд Южной Калифорнии. В 2015 году он получил спортивную стипендию в университете Южной Калифорнии. В составе Тродженс Гилберт провёл один сезон, сыграв в 22 матчах. В июне 2015 года на драфте Главной лиги бейсбола он был выбран «Филадельфией» в шестом раунде.
Карьеру в фарм-системе «Филадельфии» Гилберт начал стартовым питчером, сыграв 31 матч за первые два сезона. Затем тренерский штаб клуба перевёл его в буллпен и в течение следующих трёх лет он играл реливером. На этом этапе карьеры показатель пропускаемости Гилберта не поднимался выше отметки 4,00. К 2018 году он достиг уровня AAA-лиги, на котором играл за «Лихай-Вэлли Айронпигз». В феврале 2020 года Филлис обменяли его в «Лос-Анджелес Доджерс» на аутфилдера Кайла Гарлика.
Сезон 2020 года Гилберт пропустил полностью после отмены чемпионата младших лиг из-за пандемии COVID-19. В это время он работал электриком вместе с отцом. В декабре на драфте по правилу №5 он был выбран «Аризоной». Сезон 2021 года он начал в клубе AAA-лиги «Рино Эйсиз», где Гилберта вернули в стартовую ротацию питчеров. Он сыграл за команду в одиннадцати матчах с пропускаемостью 3,44. В августе его вызвали в основной состав «Даймондбэкс» и он дебютировал в Главной лиге бейсбола. Четырнадцатого августа, в первом в карьере матче в стартовом составе команды, Гилберт сыграл ноу-хиттер. Он стал вторым с 1900 года игроком, добившимся такого результата. Кроме того, это был третий ноу-хиттер в истории франшизы и первый на Чейз-филд. Закончил сезон со счётом 2–2 и 3,15 ERA.
В следующем сезоне провёл за клуб восемь игр, отыграл 341⁄3 иннингов со счётом 0–3, сделав 20 страйкаутов и имея ERA 5,67. 3 августа был помещён в список травмированных из-за растяжения связок левого локтя. 23 декабря был отправлен в фарм-клуб ввиду подписания Скотта Макгофа. 8 июля был возвращён в ростер. В сезоне 2023 в 11 играх за «Аризону» провёл на поле 171⁄3 иннингов, в которых сделал 19 страйкаутов и имел ERA 5,19. По окончании сезона 6 ноября стал свободным агентом.